# 鬼の窟古墳 (西都市)
鬼の窟古墳（おにのいわやこふん）または西都原206号墳（さいとばるにひゃくろくごうふん）は、宮崎県西都市三宅にある古墳。形状は円墳。西都原古墳群（国の特別史跡、うち第1-B支群）を構成する古墳の1つ。

## 概要

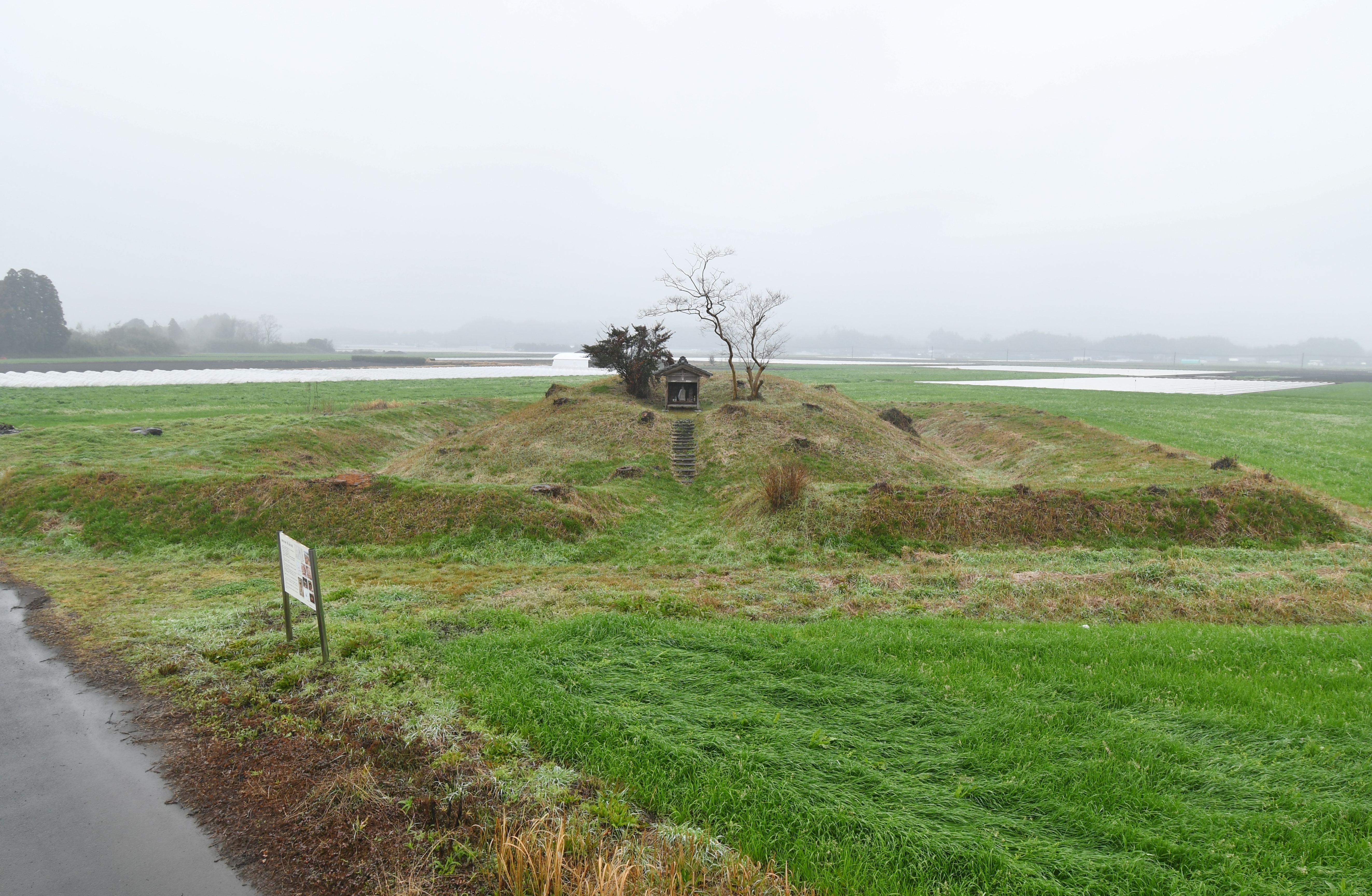
常心塚古墳（西都市上三財）

宮崎県中部、一ツ瀬川南岸の台地上に分布する西都原古墳群のうち、中央部に独立して築造された古墳である。古墳名は、木花開耶姫に恋をした鬼が一夜にして窟（石室）を作ったという伝説に由来する。古くは明治期にウィリアム・ゴーランドが紹介しているほか、1984年（昭和59年）・1992年（平成4年）に墳丘測量・石室実測調査が、1995年度（平成7年度）に保存整備事業に伴う発掘調査が実施されている。
墳形は円形で、東西36.4メートル・南北33.6メートル・高さ7.3メートルを測る。墳丘は2段築成。墳丘外表で葺石は認められていない。また墳丘周囲には外堤と二重周溝が巡らされており、内側の周溝（内壕）は幅9.9-11メートル、外堤は下部幅9.9-11メートル・上部幅約5.8メートル・高さ約5.2メートル、外周溝（外壕）は幅約5メートルを測る。埋葬施設は両袖式の横穴式石室で、南方向に開口する。石室全長約12.5メートルを測る大型石室であり、石室の石材には砂岩塊石の大石が使用される。古くから開口したため石室内は盗掘に遭っており、調査では耳環・平玉・刀子・鉄鏃・金銅装馬具片・鉄釘・須恵器・土師器のみが出土している。なお、南西側には隣接して小円墳の205号墳があり、出土須恵器が本古墳出土のものと接合関係にあることから、本古墳の陪塚の可能性が指摘される。
築造時期は、古墳時代後期-終末期の6世紀後半-7世紀初頭（TK43-TK209型式併行期）頃と推定される。埋葬施設を横穴式石室とする古墳としては、西都原古墳群では唯一かつ宮崎県でも数少ない例であり、西都原古墳群では前方後円墳の築造停止直後の最後の首長墓として重要視される古墳になる。なお、周溝・外堤を伴う石舞台古墳（奈良県明日香村）に似る「石舞台型」の横穴式石室墳の類例は極めて限られるが、一帯では本古墳のほか南西7キロメートルにある常心塚古墳（方墳）でも知られ、畿内ヤマト王権との強い関係を示唆する。
古墳域は1952年（昭和27年）に国の特別史跡に指定されている（「西都原古墳群」のうち）。現在では史跡整備のうえで特別史跡公園として公開されている。

## 遺跡歴
- 文政6年（1823年）、三宅の住人の兒玉實満が『日向國神代繪圖』に石室内部の記述（当時には石室が開口）[3]。
- 1872-1888年（明治5-21年）に日本滞在のウィリアム・ゴーランドが略測図を作成（『日本のドルメンとその築造者たち』で紹介）。
- 1884年（明治17年）完成の『日向地誌』に記述[3]。
- 大正期、三浦敏が須恵器を採集（宮崎県立西都原考古博物館所蔵）。
- 1934年（昭和9年）、国の史跡に指定（「西都原古墳群」のうち）。
- 1952年（昭和27年）、国の特別史跡に指定（「西都原古墳群」のうち）。
- 1966-1968年（昭和41-43年）、「西都原風土記の丘」史跡公園の整備。
- 1984年（昭和59年）、墳丘測量・石室実測調査（西都原古墳研究所、1990年に報告）。
- 1992年（平成4年）、墳丘測量・石室実測調査（宮崎大学教育学部、1994年に報告）。
- 1995年度（平成7年度）、保存整備事業に伴う発掘調査（宮崎県教育委員会、1996年に概要報告・2000年に本報告）[4][5]。
- 墳丘・石室の復元整備工事（石室の前庭部・羨道の一部は解体復元）[4]。

## 埋葬施設

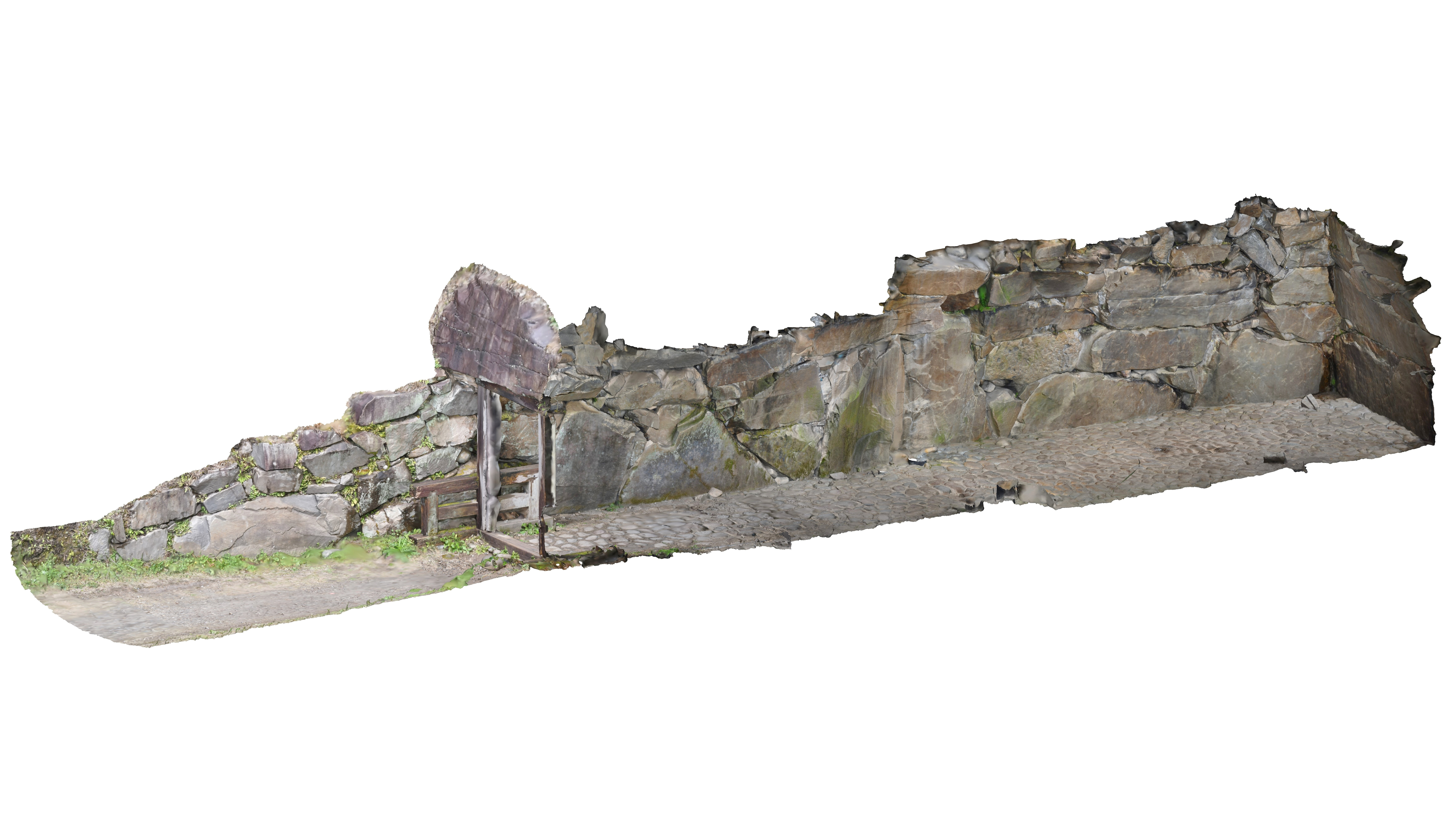
石室俯瞰図

石室展開図

埋葬施設としては両袖式横穴式石室が構築されており、南方向に開口する。石室の規模は次の通り。
- 石室全長：約12.4メートル
- 玄室：長さ約4.9メートル、幅1.75メートル（奥壁）・2.45メートル（前）、高さ2.15メートル
- 羨道：長さ約7.5メートル、幅約1.8メートル、高さ1.5メートル

石室の石材は砂岩塊石。玄室の平面形は長方形で、玄門にかけてやや広がる。奥壁はやや内傾し、最下段に大石1石を置いた4段積みであり、左右側壁も内傾するが前壁上部は垂直である。床面には川原石を敷く。玄室の天井石は3枚。羨道も同様に床面には川原石を敷く。羨道の天井石は3枚。
石室内は盗掘に遭っているが、調査では耳環・平玉・刀子・鉄鏃・金銅装馬具片・鉄釘・須恵器・土師器が出土している。鉄釘の出土から、木棺の使用が推測される。なお、平安時代には石室の再利用がなされている。

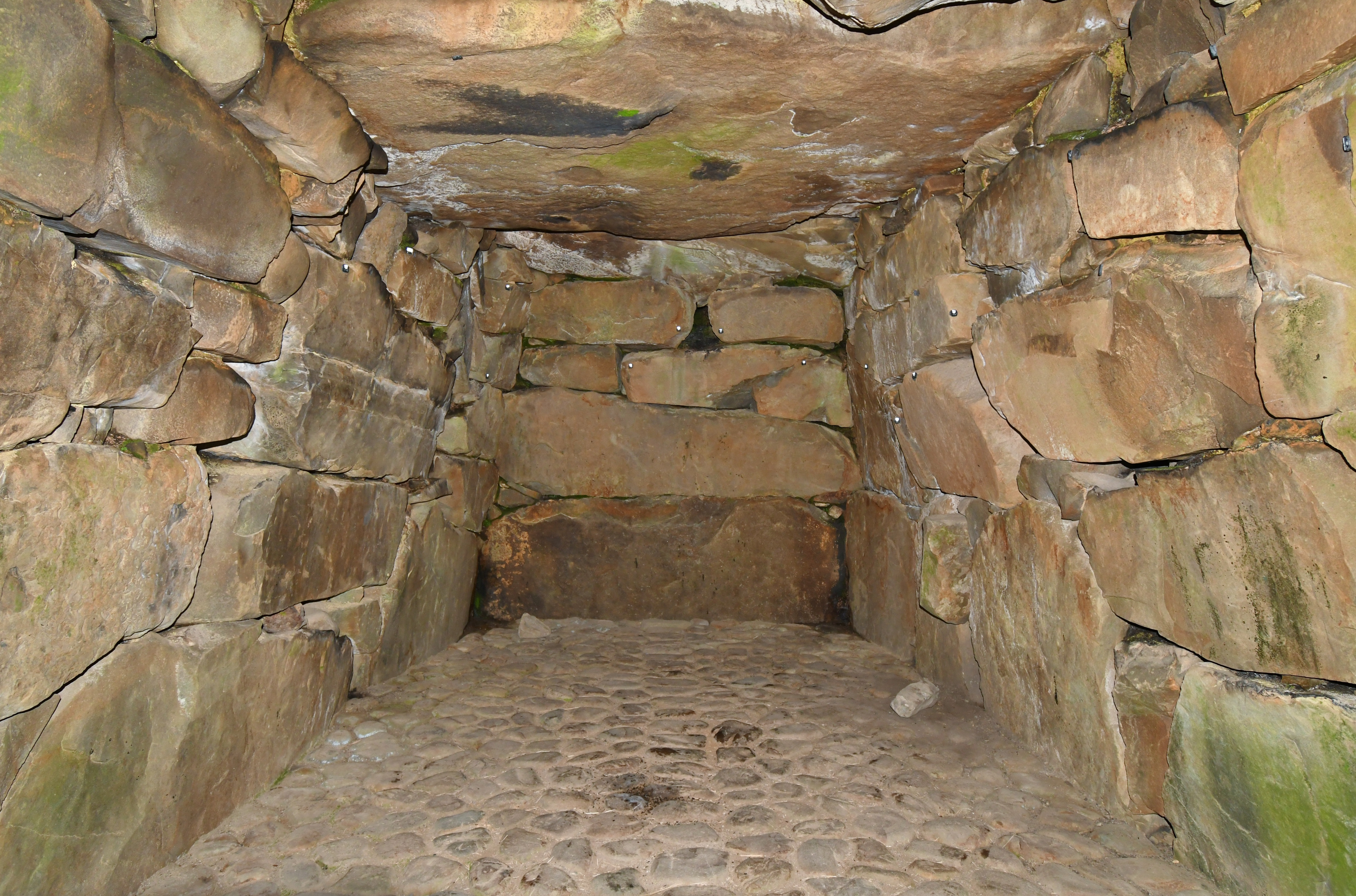
玄室（奥壁方向）
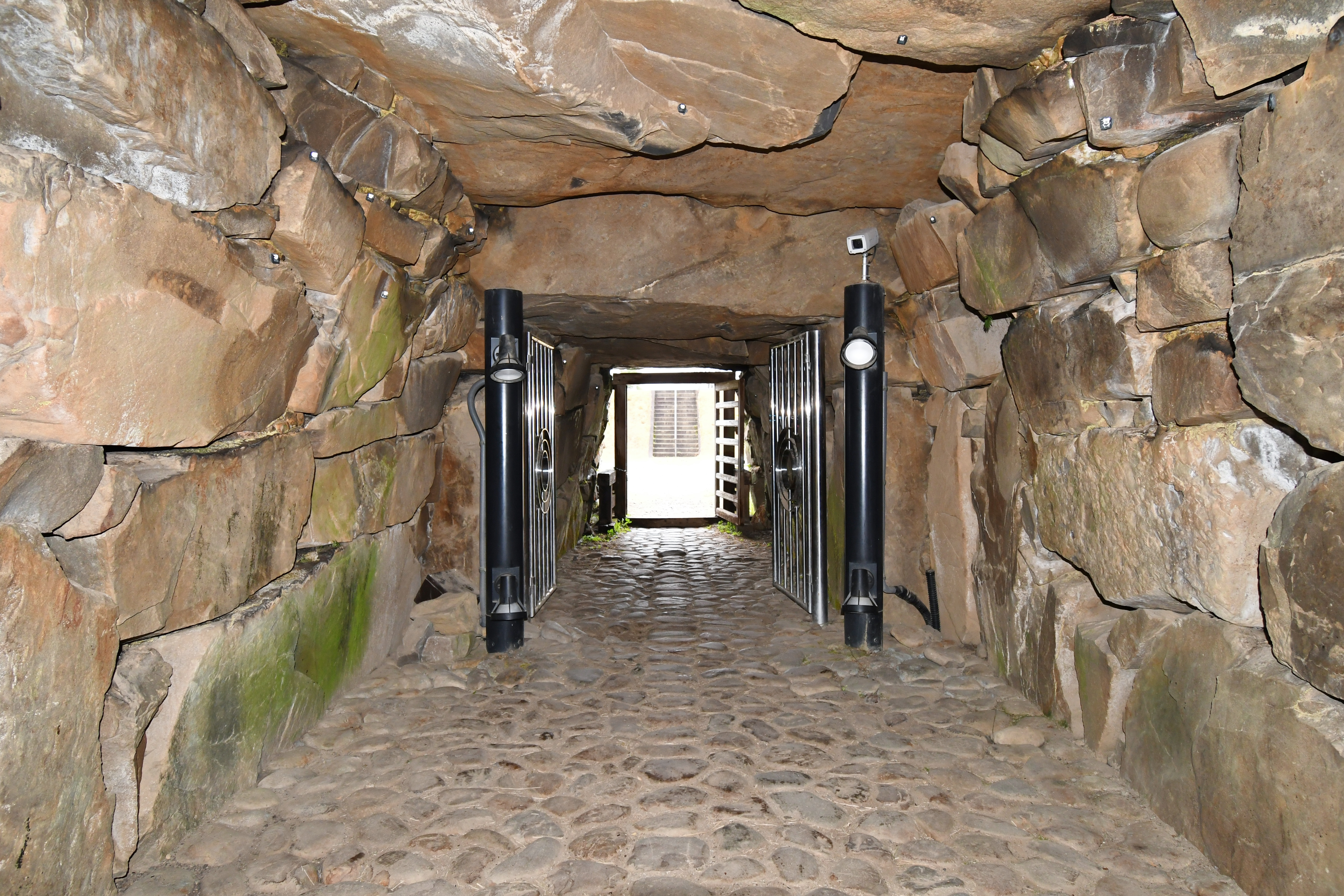
玄室（開口部方向）
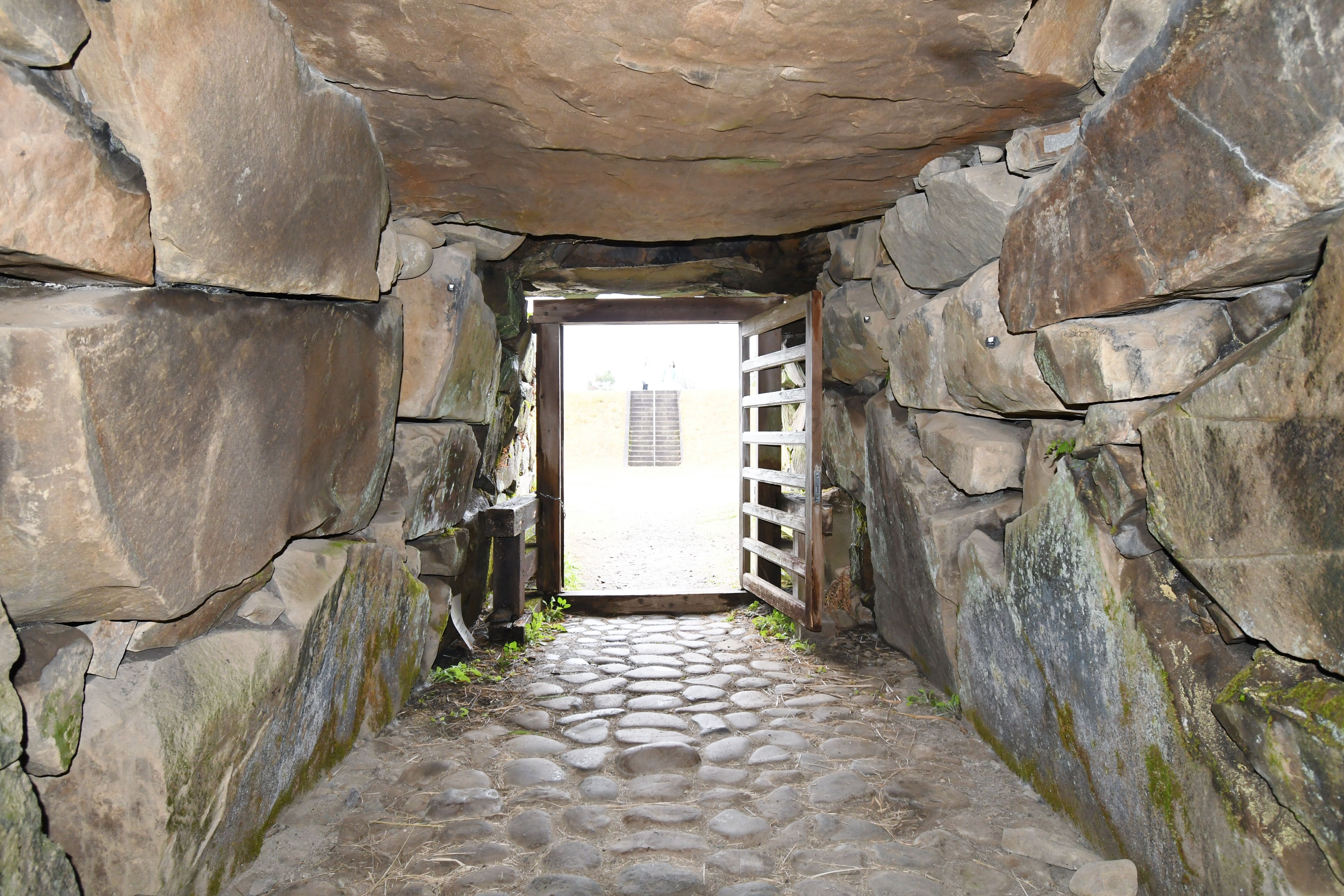
羨道（開口部方向）
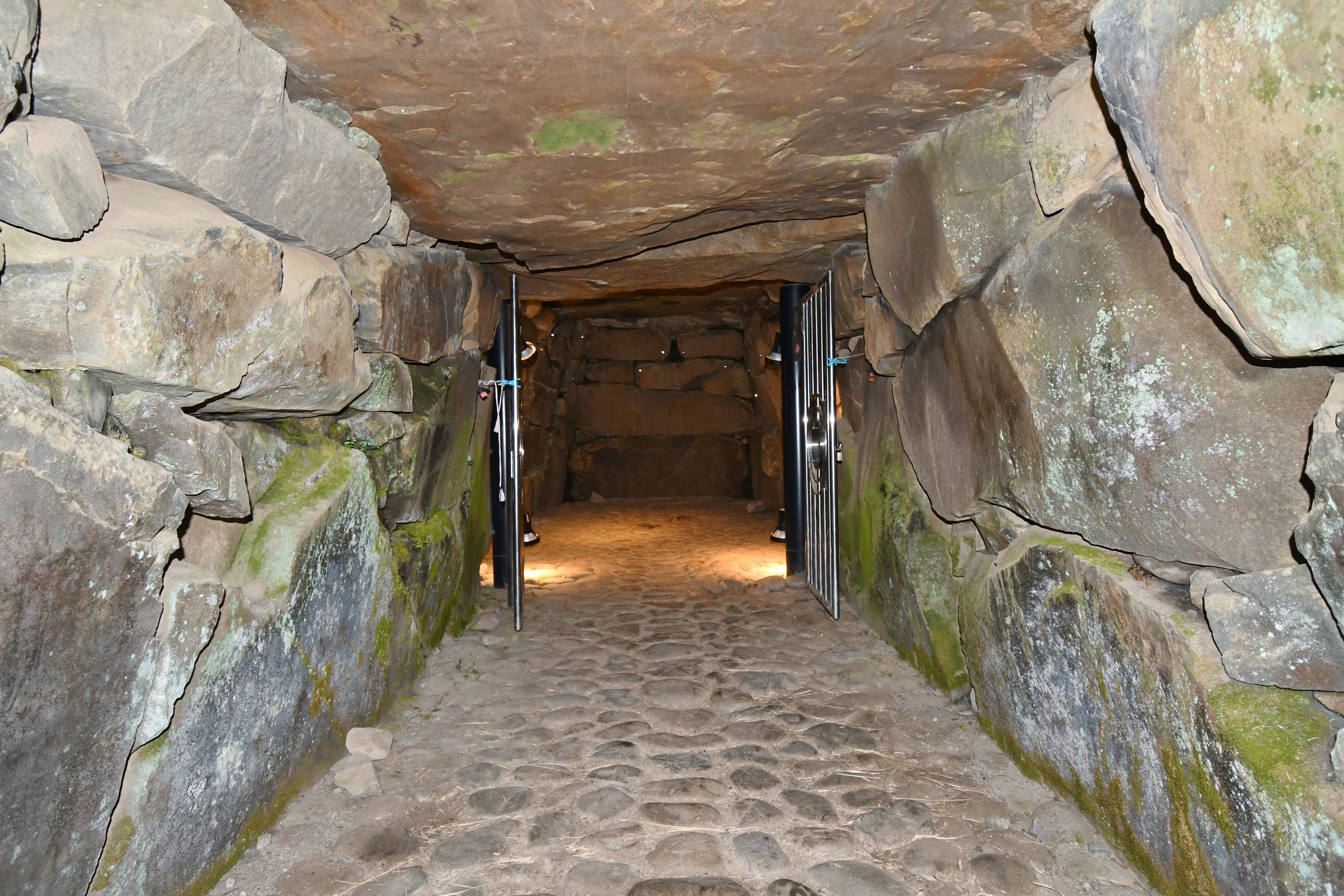
羨道（玄室方向）
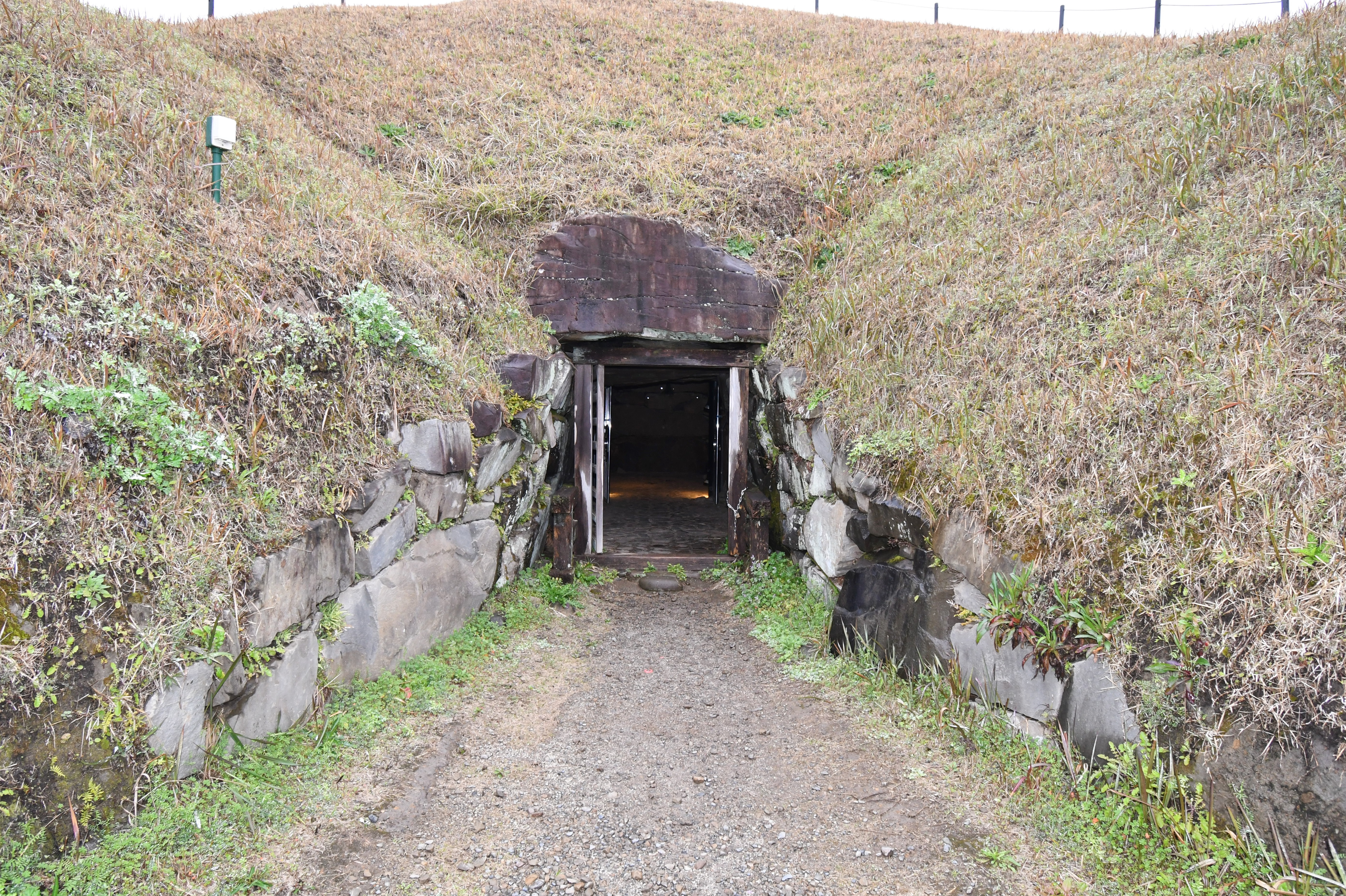
開口部
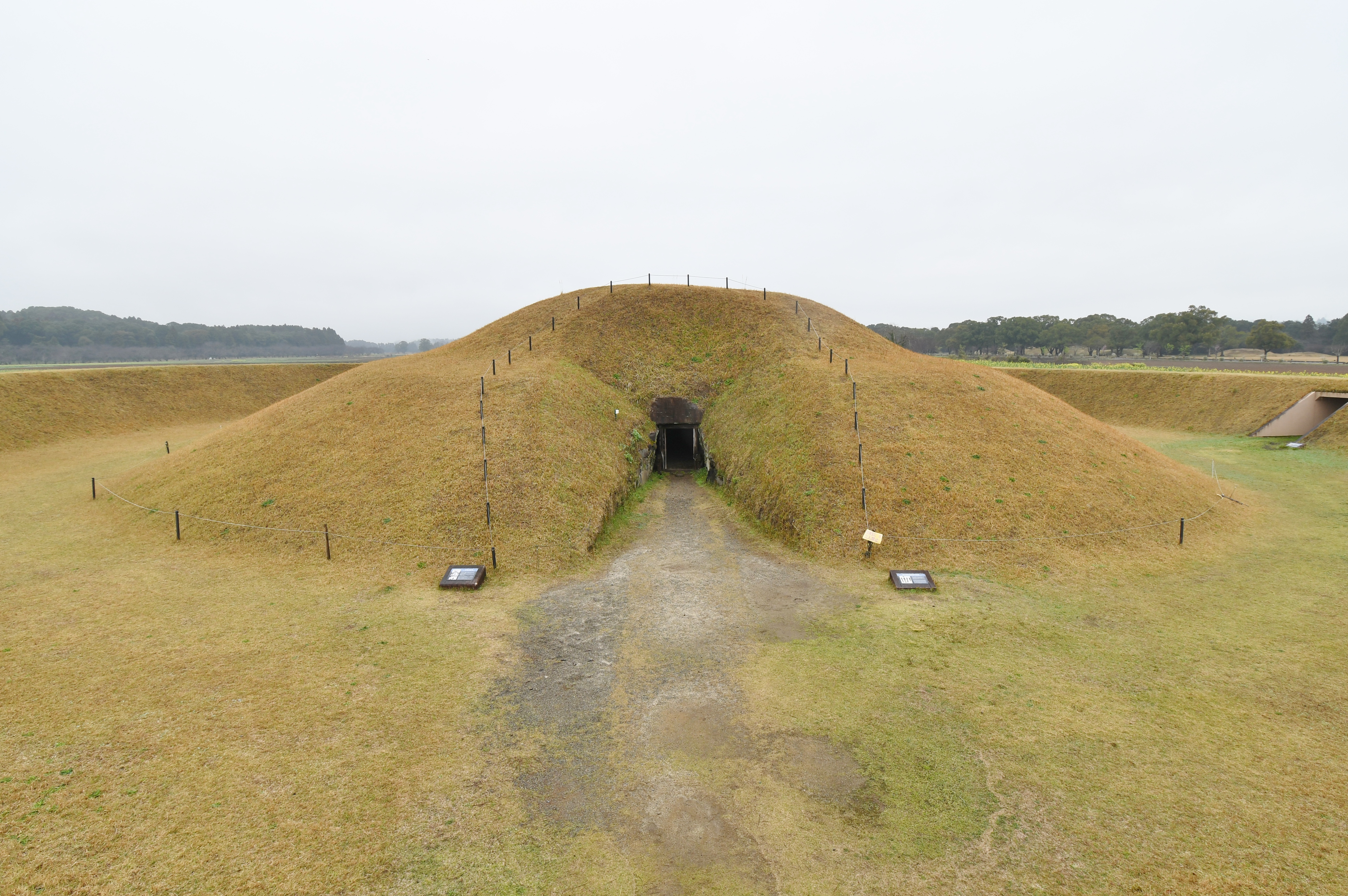
墳丘・石室開口部
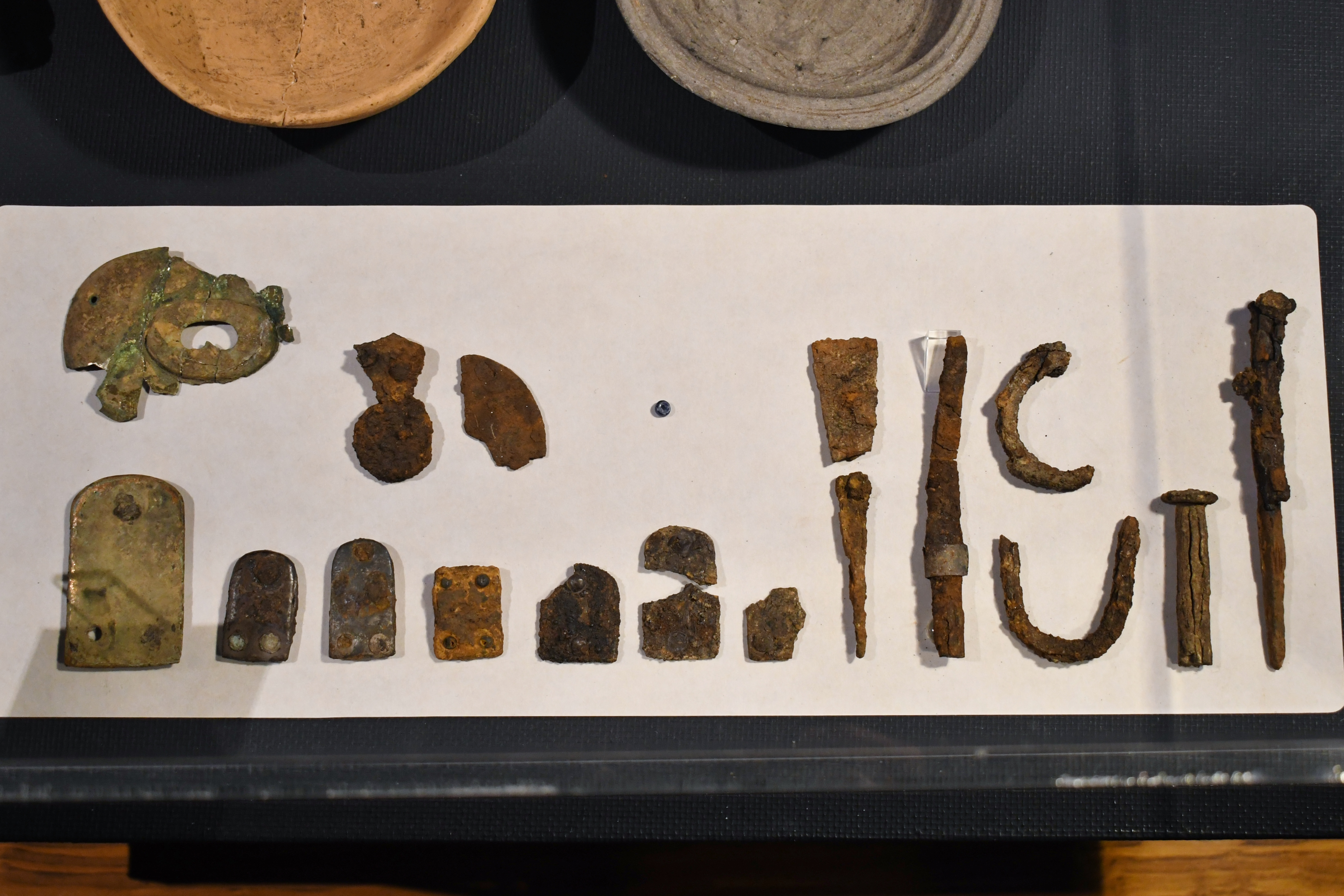
金属製品 宮崎県立西都原考古博物館展示。
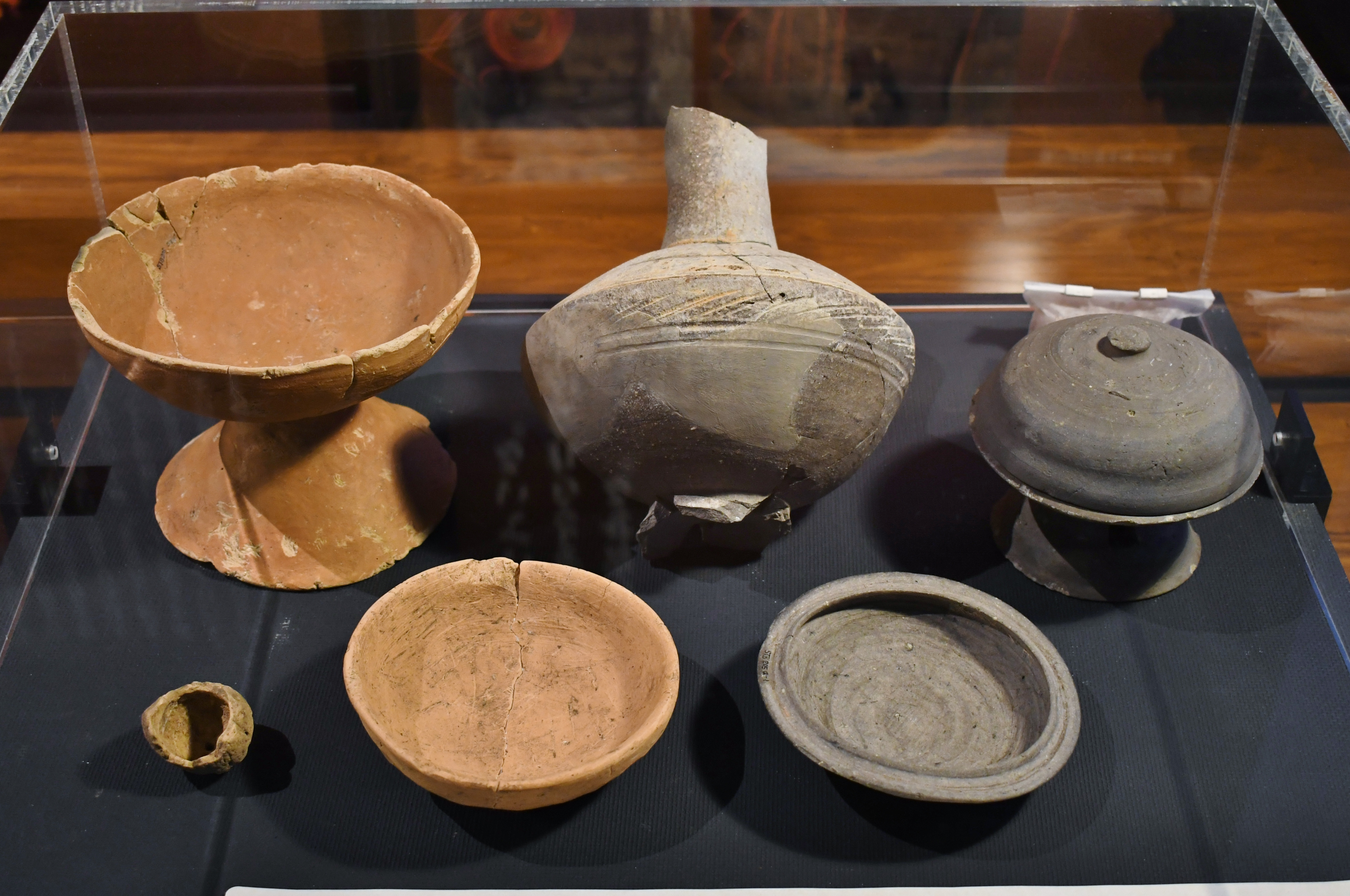
須恵器・土師器 宮崎県立西都原考古博物館展示。

## 関連施設
- 宮崎県立西都原考古博物館（西都市三宅） - 鬼の窟古墳の出土品を展示。

## 関連文献
（記事執筆に使用していない関連文献）
- 日高正晴「鬼の窟古墳についての考察」『西都原古墳研究所年報』第6号、西都市教育委員会、1990年。
- 柳沢一男「宮崎県の古墳資料(1)」『宮崎考古』第13号、宮崎考古学会、1994年。